# Шематизм Перемишльської греко-католицької єпархії
Шематизм Перемишльської греко-католицької єпархії (з грец. Σχήμα (схема) — фігура) — списки духовенства та церковних інституцій Перемишльської греко-католицької єпархії, які видавали впродовж 1828—1939 років.
У церковних шематизмах публікували списки духовенства (парохів, лат. paroch) з основними відомостями: роком народження (лат. natus), роком священничого рукоположення лат. ordinaris, роком початку душпастирської праці на даній парафії, а також прізвищами осіб, пов'язаних із парафіяльною церквою. Подавалися всі деканати з підпорядкованими парафіями, а в пізніших шематизмах — стан церковного майна. У новіших виданнях на початку подавали список єпископів і особовий склад катедральної капітули. Поміщена теж інформація про історію і дати будівництва церкви в кожній парафії. Включені також відомості про монахів у всіх монастирях; наприкінці подано списки семінаристів — студентів богослов'я та усіх померлих священників, індекс парафій та духовенства.
У Перемишльській єпархії шематизми почали видавати в 1828 році і виходили вони аж до 1939 року. Спочатку Перемишльські шематизми видавали латинською мовою, згодом латинською та українською, а наприкінці виключно по-українськи. В 1889—1918 роках щорічно поряд із шематизмом у Перемишльській єпархії видавали «Вістник Перемиськои єпархіи» — інформаційне видання про актуальний стан єпархії та персональні зміни серед духовенства.